# Calobata petronella
Calobata petronella är en tvåvingeart som först beskrevs av Carl von Linné 1761.  Calobata petronella ingår i släktet Calobata, och familjen skridflugor. Arten är reproducerande i Sverige.